# Mirab Welega
Mirab Welega är en zon i Etiopien.   Den ligger i regionen Oromia, i den västra delen av landet, 400 km väster om huvudstaden Addis Abeba. Antalet invånare är 1 350 415.